# Aphanistes transstriatus
Aphanistes transstriatus là một loài tò vò trong họ Ichneumonidae.